# 斯特凡·烏羅什三世
斯特凡·烏羅什三世（約1276年—1331年11月11日），塞爾維亞國王，1322年至1331年在位。

## 家庭
1296年，斯特凡·烏羅什與保加利亞的狄奧多拉結婚，兩人共有兩個兒子：
1. 杜桑（約1308年—1355年）
2. 杜什曼（？年—1318年），早逝

狄奧多拉於1322年去世。1324年，斯特凡·烏羅什與瑪麗亞·帕里奧洛吉娜結婚，兩人共有1子2女：
1. 西米昂（英语：Simeon Uroš）（約1326年—1370年）
2. 狄奧多拉（英语：Teodora-Evdokija）（1330年—約1381年）
3. 埃列娜（英语：Jelena Nemanjić Šubić）

[Category:弒父]]